# 窒化インジウム
窒化インジウム（ちっかインジウム、indium nitride）は、インジウムと窒素からなる化学式InNの半導体である。バンドギャップが小さく、太陽電池や高速エレクトロニクスに用いられる。InNのバンドギャップは、現在では温度に応じ〜0.7 eVであることが分かっている（かつては1.97 eVとされていた）。有効電子静止質量は、高磁場での測定でm*=0.055 m0と求められた。窒化ガリウムとの三元合金である窒化インジウムガリウム (InGaN) は、赤外線 (0.69 eV) から紫外線 (3.4 eV) の範囲の直接バンドギャップを持つ。
窒化物の半導体を用いた太陽電池の開発が進められている。InGaN合金を用いると、太陽のスペクトルに合ったものが得られる。InNのバンドギャップは、波長1900 nmまでを用いることを可能とするが、このような太陽電池が市販されるまでにはまだ多くの課題がある。p型ドープしたInNやインジウムの多いInGaNは、最大の挑戦の1つである。InNと窒化ガリウムや窒化アルミニウム等の他の窒化物とのヘテロエピタキシャル成長は難しいことが知られている。
InNの薄い多結晶フィルムは高い伝導性を示し、ヘリウム温度では超伝導にもなる。超伝導遷移温度Tcは、フィルムの構造に依存し、4 K以下となる。わずか0.03テスラで超伝導性を失う金属インジウムとは異なり、超伝導性は数テスラの高磁場中でも持続する。それにもかかわらず、この超伝導性は、ギンツブルグ-ランダウ理論によると金属インジウムのチェーンまたはナノクラスタが原因である。